# Skocznia narciarska w Worochcie
Skocznia narciarska w Worochcie – nieistniejąca skocznia narciarska, zlokalizowana w Worochcie (obecnie Ukraina), na północnym stoku góry Rebrowacz (1292 m n.p.m.), wybudowana i użytkowana w okresie II Rzeczypospolitej.
Zbudowana w latach 1921–1922 z inicjatywy Sekcji Narciarskiej Polskiego Towarzystwa Tatrzańskiego w Stanisławowie. Była usytuowana nad linią kolejową. W dniach 4–6 marca 1922 odbyły się na niej Mistrzostwa Polski w skokach narciarskich, które wygrał Aleksander Rozmus, natomiast zapisały się one w historii polskiego narciarstwa faktem, iż rywalizację w II kategorii seniorów zwyciężyła kobieta – Elżbieta Michalewska-Ziętkiewiczowa (ostatecznie nie sklasyfikowana). W latach późniejszych z obiektu korzystali m.in. członkowie Klubu Sportowego „Strzelec – Raz, Dwa, Trzy” ze Stanisławowa. Najprawdopodobniej ok. 1931 r. skocznia była przebudowywana lub rozbudowywana. Aktualnie na jej miejscu znajduje się kompleks skoczni Awanhard.